# Son of Beast
Son of Beast – kolejka górska wybudowana w parku Kings Island w Mason, w USA. Jest pierwszą kolejką górską wykonaną z drewna, w której zastosowano inwersję.
Na kolejce miały miejsce dwa niezbyt groźne wypadki w 2006 i 2009 roku. Po wypadku z 2006 roku kolejka została przebudowana - usunięto pętlę (choć nie miała ona z wypadkiem nic wspólnego, pozwoliło to jednak zastosować nowe, lżejsze pociągi). Ostatecznie w 2009 roku zdecydowano się zamknąć kolejkę na stałe, a w 2012 roku podjęto decyzję o jej demontażu.